# Porte de Thann

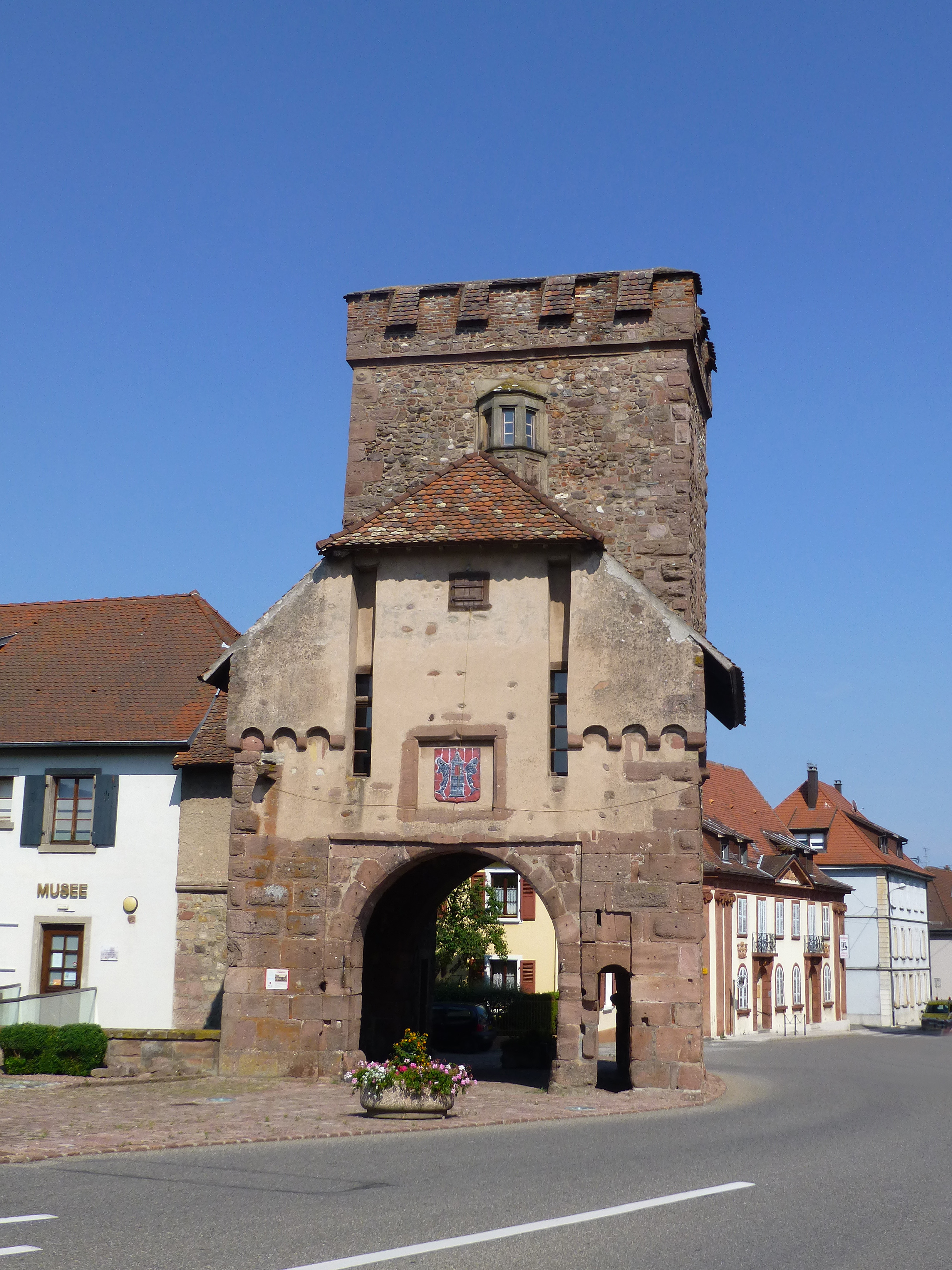
Porte de Thann (Feldseite)

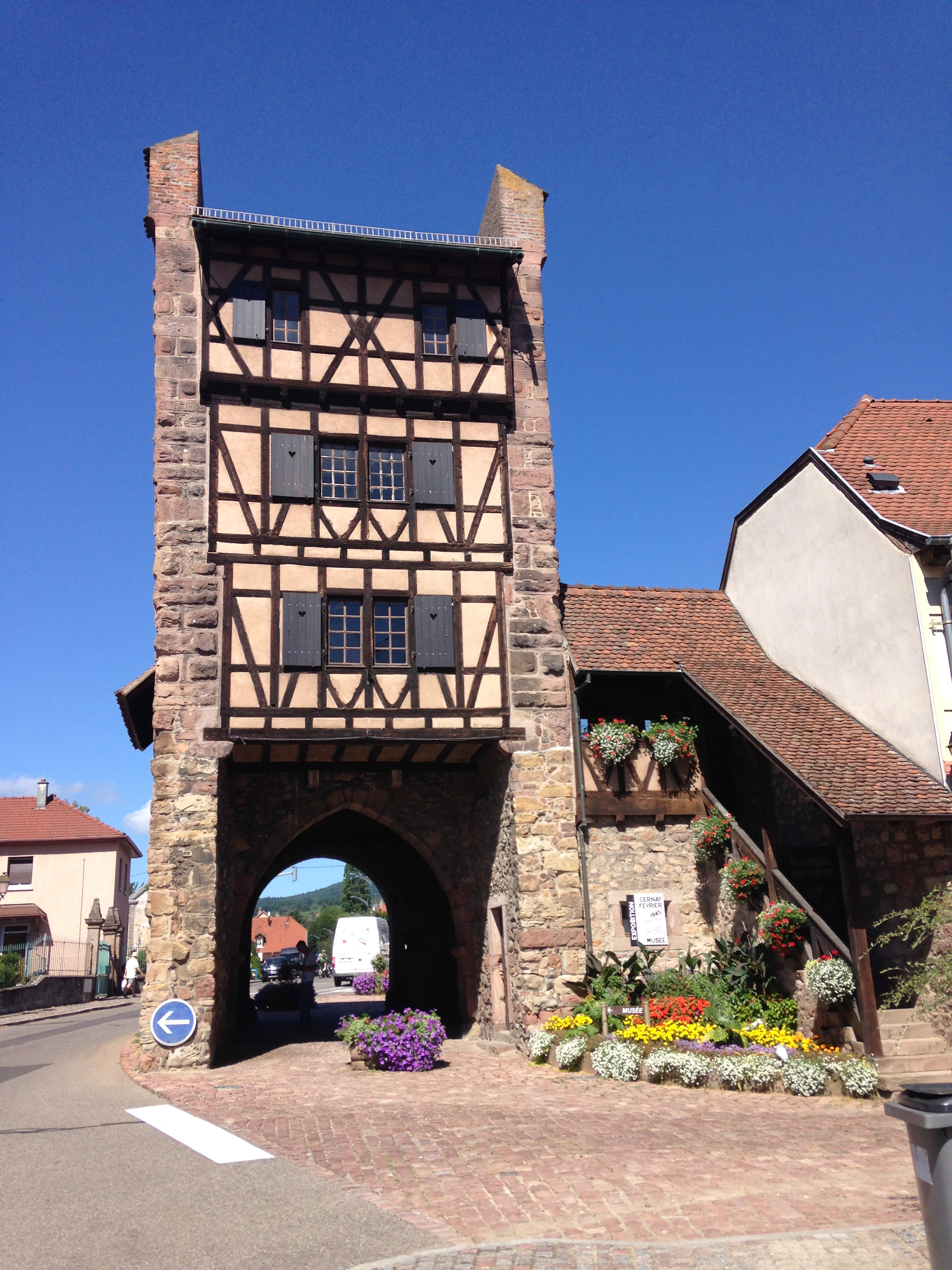
Porte de Thann (Stadtseite)

Die Porte de Thann, auch als Porte haute (Obertor) bezeichnet, in Cernay, einer französischen Stadt im Département Haut-Rhin in der Region Grand Est (bis 2015 Elsass), wurde im 13. Jahrhundert errichtet. Das Stadttor an der Rue de Thann steht seit 1920 als Monument historique auf der Liste der Baudenkmäler in Frankreich.
Das Tor war ein Teil der Stadtbefestigung, die beiden anderen Tore wurden im 19. Jahrhundert abgerissen. Nur der untere Teil des Porte de Thann stammt noch aus dem 13. Jahrhundert, der Aufbau mit Wehrgang und Zinnen wurde im 16. Jahrhundert errichtet.
Nach den Zerstörungen im Ersten Weltkrieg wurde das Stadttor restauriert und nur noch drei von vier Geschossen wiederaufgebaut. Im Gebäude wurde ein Museum eingerichtet.